# ارتم شبانوف
ارتم شبانوف (اوکراینی: Артем Михайлович Шабанов؛ زادهٔ ۷ مارس ۱۹۹۲) بازیکن فوتبال اهل اوکراین است.
از باشگاه‌هایی که در آن بازی کرده‌است می‌توان به باشگاه فوتبال آرسنال کی‌یف اشاره کرد.
وی همچنین در تیم‌های ملی فوتبال Ukraine national under-18 football team, Ukraine national under-19 football team، و اوکراین بازی کرده‌است.